# Chapelle Notre-Dame-de-Réconciliation de Lille
La chapelle Notre-Dame-de-Réconciliation est une chapelle située 28 rue de Canteleu, dans le quartier Vauban Esquermes à Lille. Érigée au cours de la première moitié du XIIIe siècle à la demande de la comtesse Jeanne de Constantinople, c'est le plus ancien sanctuaire de Lille. Elle a été inscrite à l'inventaire des monuments historiques en décembre 1926.
Ce site est desservi par la station de métro Cormontaigne.

## Historique
Une petite église dédiée à la Vierge aurait existé dès le XIe siècle, désignée sous le vocable de Notre-Dame-de-Réconciliation en mémoire d'une réconciliation entre le comte Baudouin IV de Flandre et certains de ses vassaux. C'était alors un lieu de pèlerinage au départ de Lille par le chemin des stations, actuellement rue des Stations, depuis que des bergers avaient découvert une statue de la Vierge dans un buisson en 1014. La chapelle actuelle a été construite à son emplacement au cours de la première moitié du XIIIe siècle à la demande de la comtesse Jeanne de Constantinople.
Bien du Chapitre de la Collégiale Saint Pierre de Lille, elle est cédée en 1636 aux Jésuites installés à Lille, qui "relancent le culte de Notre Dame de Réconciliation et le Pèlerinage".
À partir de la Révolution française, la chapelle connaît de nombreuses péripéties. Lors de la vente des biens nationaux en 1793, elle est achetée par un particulier qui ne la détruit pas. Mise à la disposition du curé de la paroisse lors du rétablissement du culte, elle est rachetée par la commune en 1808. En 1831, elle est agrandie et restaurée : élargissement des bas-côtés, création de deux chapelles latérales et d'une sacristie, reconstruction de la façade. Trop petite pour faire face à l'accroissement de la population du quartier, elle est de nouveau mise en vente en 1845, lors de la construction de l'église Saint-Martin d'Esquermes. Rachetée par la famille Van der Cruisse de Waziers en 1853, elle est vendue aux clarisses qui construisent un couvent à proximité en 1864. Le couvent est détruit en 1906 et la chapelle est rachetée par le comte d'Hespel (Famille d'Hespel) qui la garde au culte. Elle est finalement rachetée par l'Association Diocésaine de Lille en 1933. Elle est inscrite à l'inventaire des monuments historiques en 1926. Elle est un des 4 lieux de culte de la Paroisse de Réconciliation. Elle a fait l'objet de plusieurs programmes de rénovation depuis 1984.

## Description

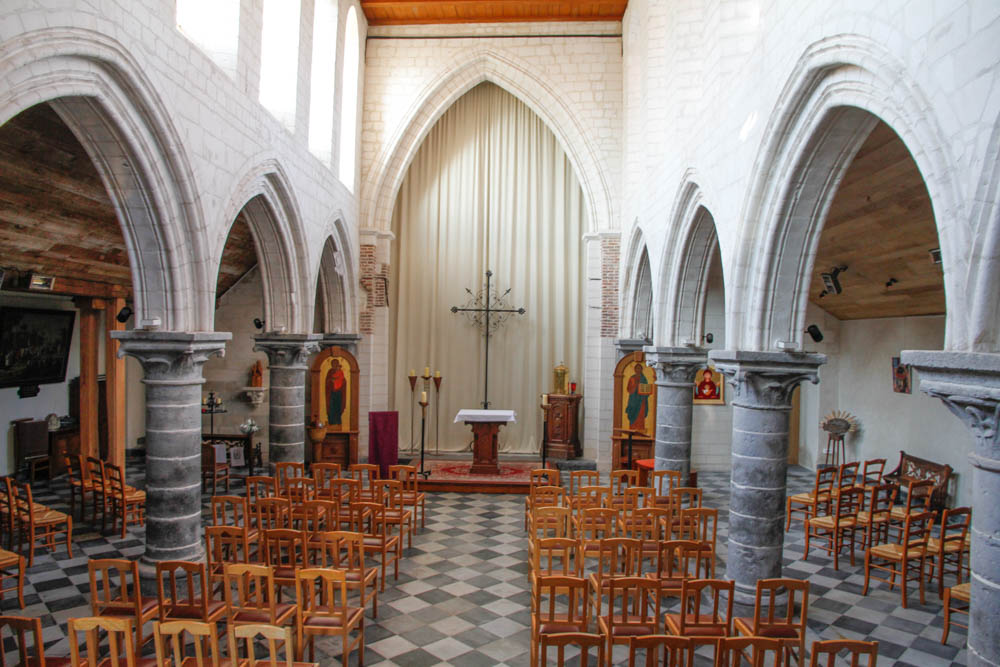
La nef et le chœur

De style intermédiaire entre le roman et le gothique, la partie la plus ancienne, datée de la première moitié du XIIIe siècle, est constituée de la nef et du chœur bâtis en pierre. La nef comprend deux rangées de cinq colonnes en pierre bleue de Tournai qui la séparent des collatéraux, les bas-côtés étant percés de deux séries de sept fenêtres. Le chœur est également séparé de la nef par un arc de pierre.
Les restaurations et adjonctions du XIXe siècle, façade, chapelles latérales et sacristie, sont en brique.

## Mobilier
Le mobilier actuel comprend entre autres quatre tableaux du XIXe siècle illustrant l'histoire du pèlerinage et la "Statue du Millénaire" réalisée et installée en 2014.

## Restauration

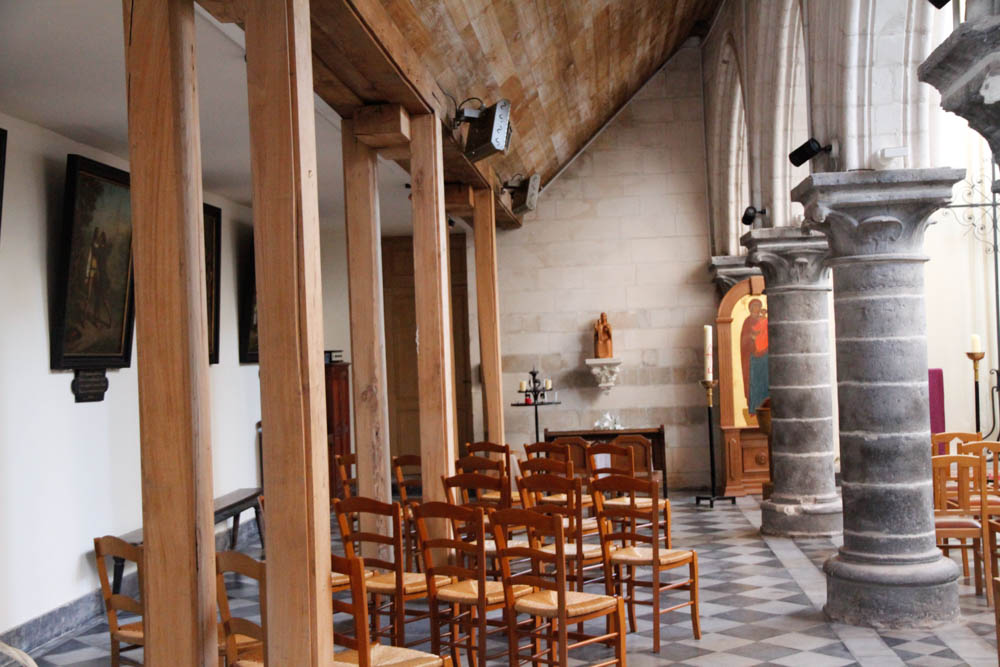
Le bas-côté gauche

Depuis 1984 elle fait l'objet de plusieurs programmes de rénovation à l'initiative de l'Association des Amis de la chapelle Notre-Dame de Réconciliation.
En 1985 : Restauration de la nef, nettoyage des pierres et restitution d’un plafond plat en bois, selon les directives des services des Bâtiments de France, copie d’un modèle du XIIIe siècle de l' Église Saint-Sébastien d'Annappes.
En 1997 : le bas-côté gauche est remis dans ses proportions d’origine.
En 2006 : Reprise totale de l'Arc Triomphale  séparant la nef du chœur
En 2014 : Réfection complète de la toiture en ardoise et restauration de la façade.
En 2017 : Le bas côté droit est remis en symétrie de celui de gauche, l'installation électrique et le chauffage sont réinstallés.
Il reste à reprendre le chœur totalement, la partie la plus modifiée par les travaux des XIXe et XXe siècles.

## Association des amis de la chapelle Notre-Dame-de-Réconciliation
Créée en 1984, l'Association est régie par la loi de 1901 et basée au 10 place de l'Arbonnoise à Lille.
Ses buts sont la recherche des fonds nécessaires à la restauration de la chapelle, l'entretien des "stations" (plaques de céramiques émaillées jalonnant le parcours du pèlerinage) et l'animation culturelle.